# Contea di Yuexi (Sichuan)
La contea di Yuexi (越西县S, Yuèxī XiànP) è una contea della Cina, situata nella provincia di Sichuan e amministrata dalla prefettura autonoma Yi di Liangshan.